# Епархия Батруна
Епархия Батруна (лат. Eparchia Botryensis Maronitarum) — епархия Маронитской католической церкви с центром в городе Батрун, Ливан. Кафедральным собором епархии Батруна является церковь святого Стефана.

## История
Епархия Батруна впервые упоминается в 1678 году, когда она была объединена с епархией Библа. В 1736 года епископ Батруна участвовал в Синоде Горного Ливана. В 1848 году епархия Батруна стала собственной епархией Антиохийского патриархата Маронитской католической церкви.
9 июня 1990 года епархия Батруна была вышла из объединения с епархией Библа и была объединена с епархией Джуббе, Сарбы и Джунии.
5 июня 1999 года епархия Батруна стала автономной и перестала быть собственной епархией Антиохийского патриарха.

## Ординарии архиепархии
- епископ Иоанн Абакук (XVII век);
- епископ Стефан Эль-Дуайхи (1728—1746);
- епископ Павел Стефан (1795—1809);
- епископ Герман Табет (упоминается в 1823 году);
  - Кафедра патриарха (1828—1999);
- епископ Paul-Emile Saadé (5.06.1999 — 5.06.2011);
- епископ Mounir Khairallah (16.01.2012 — по настоящее время).

## Источник
- Annuario Pontificio, Libreria Editrice Vaticana, Città del Vaticano, 2003, ISBN 88-209-7422-3
- Botrys, Dictionnaire d’Histoire et de Géographie ecclésiastiques, vol. IX, Parigi 1937, col. 1421  (фр.)